# Lovers (Babyface)
Lovers è il primo album in studio del cantante e produttore statunitense Babyface, pubblicato nel 1986 per la Solar.
Il disco è stato ripubblicato nel 1989 dalla Epic.

## Tracce
1. You Make Me Feel Brand New (Thom Bell, Linda Creed) – 5:03
2. Lovers (Darnell "Dee" Bristol, Kenneth "Babyface" Edmonds, Antonio "L.A." Reid, Kevin "Kayo" Roberson) – 5:56
3. Chivalry (Edmonds, Sidney Johnson) – 4:38
4. I Love You Babe (Edmonds) – 4:09
5. Mary Mack (Bristol, Edmonds, Roberson) – 5:28
6. Faithful (Edmonds, Johnson) – 5:08
7. If We Try (Tony Coates, Edmonds, Lynelle Edmonds) – 4:05
8. Take Your Time (Edmonds, Reid, Daryl Simmons) – 4:37
9. I Love You Babe [Reprise] (Edmonds) – 0:51